# 565 г. пр.н.е.

## Събития

### В Азия

#### Във Вавилония
- Навуходоносор II (605 – 562 г. пр.н.е.) е цар на Вавилония.[1]

#### В Мидия
- Астиаг (585/4 – 550/49 г. пр.н.е.) е цар на Мидия.[2]

### В Африка

#### В Египет
- Фараон на Египет е Амасис II (570 – 526 г. пр.н.е).[3]

### В Европа
- Около тази година (и преди 560 г. пр.н.е.) в Егина започва монетосечене.[4]

## Починали
- Амитис Мидийска, мидийска принцеса и съпруга на Навуходоносор II (родена ок. 630 г. пр.н.е.)